# Норд Адлер (линейный корабль, 1720)
«Норд Адлер» или «Норд-Адлер»— парусный линейный корабль Балтийского флота Российской империи, головной корабль серии одноимённого типа.

## Описание судна
Один из двух парусных трёхдечных линейных кораблей одноимённого типа. Длина корабля по палубе по сведениям из различных источников составляла 47,8—47,85 метра, ширина — 13,5—13,6 м метра, а осадка — 5,8 метра. Вооружение судна в разное время могло состоять из 78, 80 или 88 орудий, а экипаж мог составлять от 650 до 800 человек.
В качестве гальюнной фигуры на корабле была установлена пятиметровая конная скульптура Георгия Победоносца, поражающего копьём змея.

## История службы
Линейный корабль «Норд Адлер» был заложен на верфях Санкт-Петербургского адмиралтейства 29 июня (10 июля) 1716 года и после спуска на воду 5 (16) мая 1720 года вошёл в состав Балтийского флота России. Строительство вёл кораблестроитель Ричард Рамз.
В июле 1720 года корабль выходил для испытаний к Красной Горке. В июле следующего 1721 года там же принимал участие в манёврах флота. В 1723 и 1724 годах в составе эскадр принимал участие в практических плаваниях в Финском заливе, при этом 1723 году ходил к Ревелю, а в 1724 году к Красной Горке.
В кампании с 1725 по 1727 год корабль стоял в Кронштадтской гавани в состоянии готовности, а весной 1728 года его определили в Кронштадтскую эскадру. Однако, после указа Верховного тайного совета от 9 (20) апреля 1728 года корабли эскадры не были вооружены и остались в Кронштадтской гавани.
По одним данным корабль был разобран в Кронштадте в 1736 году, по другим — там же в 1740 году.

## Командиры
Командирами линейного корабля «Норд Адлер» в разное время служили:
- капитан 3-го ранга С. Армитаж[комм. 5] (1721 и 1723 годы[комм. 6])[10];
- капитан-лейтенант М. Фрем (1724 год)[11];
- капитан 2-го ранга С. Армитаж (1728 год)[10].

### Комментарии
1. ↑  Вторым кораблём был «Святой Андрей»[1].
2. ↑  158 футов[2].
3. ↑  44 фута 8 дюйма[2].
4. ↑  19 футов[2].
5. ↑  Принят на русскую службу из прусских подданных, оригинал имени Sam Armitage, в русской транслитерации также встречается вариант написания фамилии Эрмитаж[9].
6. ↑  В 1721 году был назначен командиром корабля по росписанию, однако фактически командовал кораблём «Полтава»[7].